# 韋基奧峰
46°11′43″N 10°23′47″E / 46.19533°N 10.39634°E
韋基奧峰（義大利語：Corno Vecchio），是意大利的山峰，位於該國北部，由特倫蒂諾-上阿迪傑大區負責管轄，屬於阿達梅洛-普雷薩內拉阿爾卑斯山脈的一部分，海拔高度2,669米，每年平均降雨量1,357毫米。